# Nové Hony
Nové Hony és un poble i municipi d'Eslovàquia. Es troba a la regió de Banská Bystrica. LLa primera menció escrita de la vila es remunta al 1332.

## Demografia
| Godina             | 1994 | 2004   | 2014   | 2024   |
| ------------------ | ---- | ------ | ------ | ------ |
| Nombre de persones | 185  | 195    | 184    | 178    |
| Diferència         |      | +5,40% | −5,64% | −3,26% |

| Godina             | 2023 | 2024   |
| ------------------ | ---- | ------ |
| Nombre de persones | 182  | 178    |
| Diferència         |      | −2,19% |